# Christian Quesada
Pour les articles homonymes, voir Quesada.
Christian Quesada, né le 20 mai 1964 à Antony, est un candidat de jeux télévisés.
Dans les années 1980-1990, il fait partie des meilleurs participants à l’émission Des chiffres et des lettres, diffusée sur Antenne 2. En 2016, il devient célèbre pour avoir été le meilleur candidat de l’émission Les Douze Coups de midi, sur TF1, avec 193 participations et plus de 800 000 euros de gains et de cadeaux.
À partir des années 2000, il est plusieurs fois condamné pour divers délits à caractère sexuel (notamment corruption de mineurs et détention d'images pédopornographiques).

## Biographie

### Famille
Christian Quesada est né le 20 mai 1964 à Antony dans le département de la Seine (aujourd'hui dans les Hauts-de-Seine). Son père, comptable, travaille dans la logistique à la RATP et sa mère est coiffeuse.

### Participation à des jeux télévisés
Il participe à Des chiffres et des lettres à partir de 1986, alors âgé de 22 ans. Il est à ce jour le seul joueur à avoir remporté les trois grandes épreuves télévisées : La Coupe des champions en 1987, les Masters en 1989 et La Coupe des Clubs en 1991, il y participe à nouveau en 2007 et 2008. Patrice Laffont, présentateur de l'émission entre 1972 à 1989, indique en 2019 l'avoir blacklisté.
Le 4 avril 2009, il participe au Grand Concours Spécial Champions de Jeux TV, où il est battu en finale par Khorêm Majeur, l'un des plus grands champions du jeu Questions pour un champion.
Il participe également à l'émission Le Plus Grand Quiz de France en 2009 et 2011.
Le 4 juillet 2016, il participe au jeu télévisé Les Douze Coups de midi. Il est éliminé le 14 janvier 2017, après 193 participations et 809 392 euros de gains et de cadeaux, un record. À l'époque, il s'agit du deuxième plus grand gagnant de l'histoire des jeux télévisés en France en termes de gains, devant un candidat de l'émission À prendre ou à laisser qui avait remporté 620 000 € en 2004, et derrière Marie, gagnante des 1 000 000 € de l'émission Qui veut gagner des millions ?, également en 2004.

## Affaires judiciaires
Entre 2001 et 2009, Christian Quesada est condamné trois fois pour « corruption de mineur », « exhibition sexuelle », « détention et diffusion d'images pédopornographiques »,. En 2017, il est condamné pour tentative de proxénétisme aggravée.
Le 27 mars 2019, dans le cadre d’une enquête commencée à la fin de l’année 2017 à la suite de la plainte d'une mineure, il est mis en examen et placé en détention provisoire. Après une accusation de tentative de corruption sur mineurs, la gendarmerie décide d'inspecter ses disques durs et y trouve des milliers d’images et vidéos pédopornographiques. Il reconnaît les faits.
Dans la foulée de cette mise en cause, des internautes, dont certaines mineures au moment des faits, affirment sur les réseaux sociaux avoir reçu des propositions sexuelles de la part de Quesada. Parmi elles, Émeline, ayant affronté le quinquagénaire en 2016 dans Les Douze Coups de midi, déclare avoir reçu de sa part plusieurs photos de son sexe lors de conversations privées. Audrey entre en contact avec Christian Quesada à l’automne 2016 « pour le féliciter de son parcours », et affirme : « Il m’a répondu et nous avons commencé à discuter régulièrement via les réseaux sociaux. Nous parlions de tout et de rien, de nos vies… Nous avions une vraie relation amicale. ». Comme pour Émeline, le champion du jeu de TF1 lui propose de lui envoyer une photo de son sexe tordu à la suite d'une chute. Le 17 avril 2019, une certaine Mélissa affirme, sur le plateau de l'émission Touche pas à mon poste !, avoir été violée par Christian Quesada dans un hôtel parisien en 2017, quand elle avait 17 ans, ; dans le documentaire Du rêve au cauchemar : le point sur l'affaire (2019), Mélissa évoque une tentative.
Jean-Luc Reichmann — l'animateur de l'émission télévisée Les Douze Coups de midi dans laquelle Christian Quesada a été connu — a dit ressentir du « dégoût » et de la « colère ». Quesada est rayé des archives de l'émission à la suite de ces accusations.
D'après le témoignage d'un co-détenu sur TPMP, pendant sa détention, Christian Quesada pourtant « placé à l'écart des autres détenus » serait régulièrement insulté par d’autres détenus et prendrait des médicaments pour dormir,. Il refuse de rendre sa maison et continue de payer le loyer contre l'avis de son propriétaire[pertinence contestée].
Le 27 novembre 2019, de nouvelles plaintes contre Christian Quesada sont révélées. Toutefois, le procureur de Bourg-en-Bresse appelle à la prudence dans l’attente des investigations desdites plaintes,.
Son procès pour « corruption de mineures », détention et diffusion d’images pédopornographiques se tient le 8 avril 2020. Il est condamné à trois ans de prison ferme ainsi qu’à cinq ans de suivi socio-judiciaire et à une inscription au fichier des délinquants sexuels. Il est libéré en mars 2021.
Il est à nouveau incarcéré en septembre 2022 à la prison de Perpignan, pour ne pas avoir respecté son suivi socio-judiciaire. Le 19 octobre 2022, il est remis en liberté.

## Publication
- Christian Quesada (avec Nicolas Torrent), Le Maître de midi : témoignage, Paris, Les Arènes, hors coll., 15 novembre 2017, 1re éd., 1 vol., 280-[16], 13 × 21 cm (ISBN 978-2-35204-689-9, EAN 9782352046899, OCLC 1027777862, BNF 45405519, présentation en ligne).
À la suite de la mise en examen de Christian Quesada et au vu des accusations portées contre lui[17], son éditeur déclare que la version poche du livre de Christian Quesada est retirée de la vente[29].

## Documentaires
La chaîne de télévision C8 diffuse, à quelques mois d'intervalle, deux documentaires consacrés à Christian Quesada : Du rêve au cauchemar : le point sur l'affaire, le 9 mai 2019, puis Christian Quesada : nouvelles révélations sur le champion déchu, le 14 novembre 2019. W9 a aussi fait un documentaire, Christian Quesada : des studios télé à la prison, que s'est-il vraiment passé ? en 2021. Le 27 octobre 2022, C8 diffuse le documentaire Christian Quesada sort du silence (quelques jours après son nouveau séjour d'un mois en prison).